# Șirineasa
Şirineasa é uma comuna romena localizada no distrito de Vâlcea, na região de Oltênia. A comuna possui uma área de 46.96 km² e sua população era de 2597 habitantes segundo o censo de 2007.